# 博平郡
博平郡，中国唐朝时设置的郡。
天宝元年（742年）改博州置，治所在聊城县（今山东省聊城市东北）。辖境相当今山东省茌平、高唐、聊城及临清、夏津部分地。下辖聊城县、武水县、堂邑县、高唐县、博平县、清平县（今山东省临清市戴湾乡水城屯）。乾元元年（758年）复改为博州。 
唐朝博平郡太守
- 萧谊（天宝年间）
- 张献直（755年）
- 马冀（755年）